# Theodorétosz
Küroszi Theodorétosz (ógörögül: Θεοδώρητος Κύρρου, latinul: Theodoretus), (Antiokheia, 393 – Kürrhosz, 458) görög egyháztörténetíró, Kürosz város püspöke.

## Élete és művei
Jómódú családból származott, szülei halála után azonban mindent eladott és szerzetes lett Apamea mellett. Hét évnyi szerzetesség után 423-ban megválasztották Kürosz püspökének. Életének első felében szimpatizált a nesztorianizmussal és magával Nesztoriosszal. Emiatt a 431-es epheszoszi zsinaton Nesztoriosszal együtt letették hivatalukból. Ekkor visszatért kolostorába. 433-ban ő fogalmazta meg az Epheszosz és Alexandria különböző egyházi irányzatai közötti közvetítést elősegítő egyházi nyilatkozatot, de ennek ellenére nem tért vissza a közéletbe egészen 451-es Khalkedóni zsinatig, ahol már elítélte Nestorioszt, és emiatt a zsinat munkájában is vezető szerepet játszhatott.
448-ban egy öt könyvből álló Egyháztörténetet írt, ugyanis ki akarta egészíteni Szókratész Szkholasztikosz és Szozomenosz műveit, de gyakorlatilag csak kivonatolta azokat. A mű első kinyomtattatása csak a 19. században történt meg Jacques Paul Migne-től a Patrologia Graeca sorozat keretében.

## Magyarul
- Az Ige emberré válásáról. In: A gör. egyházatyák az isteni és emberi term-ről II. Bp., 1994:137.
- Küroszi Theodórétosz: A görög betegségek orvoslása, 1-3.; ford., szöveggond., jegyz., bev. Pásztori-Kupán István; Debreceni Református Hittudományi Egyetem Hatvani István Teológiai Kutatóközpontja–Kolozsvári Protestáns Teológiai Intézet, Debrecen–Kolozsvár, 2014-2016
- A görög betegségek orvoslása c. munka Előhangja és A hitről szóló első fejezet első része. Ford.: Pásztori-Kupán István, Kupán Zsuzsanna. In: Református Szemle 2006/1 szám, 45–66. old. Online
- Az első alapelvről. Ford: Pásztori-Kupán István, Kupán Zsuzsanna. In: Református Szemle 102.3 (2009), 306–326. pp. Online változat
- A megelevenítő Szentháromságról. Ford: Pásztori-Kupán István. In: Református Szemle 93 (2000), 317–336. pp. Online változat Archiválva 2018. december 24-i dátummal a Wayback Machine-ben
- Simon Róbert (szerk.): A bizánci irodalom kistükre. Budapest: Európa Kiadó. 1974. ISBN 9630703459, Részletek.